# Fleet (fiume)
La Fleet è un affluente del Tamigi, che oggi corre quasi per tutta la sua lunghezza sottoterra. Le sue sorgenti si trovano a Hampstead Heath e alimentano due percorsi che sono stati creati nel XVIII secolo per lo stoccaggio di acqua potabile. Nel distretto di Camden, i due percorsi si uniscono. Il fiume scorre oltre le stazioni di King's Cross e Farringdon e sfocia nel Tamigi al Blackfriars Bridge.
La parte superiore della Fleet, dopo l'unificazione dei due stagni, era precedentemente conosciuta come Holbourne e dava il nome al distretto di Holborn. Il nome del fiume deriva dal vecchio inglese holburna (ruscello in una valle profonda) o flēot (bocca).

## Storia

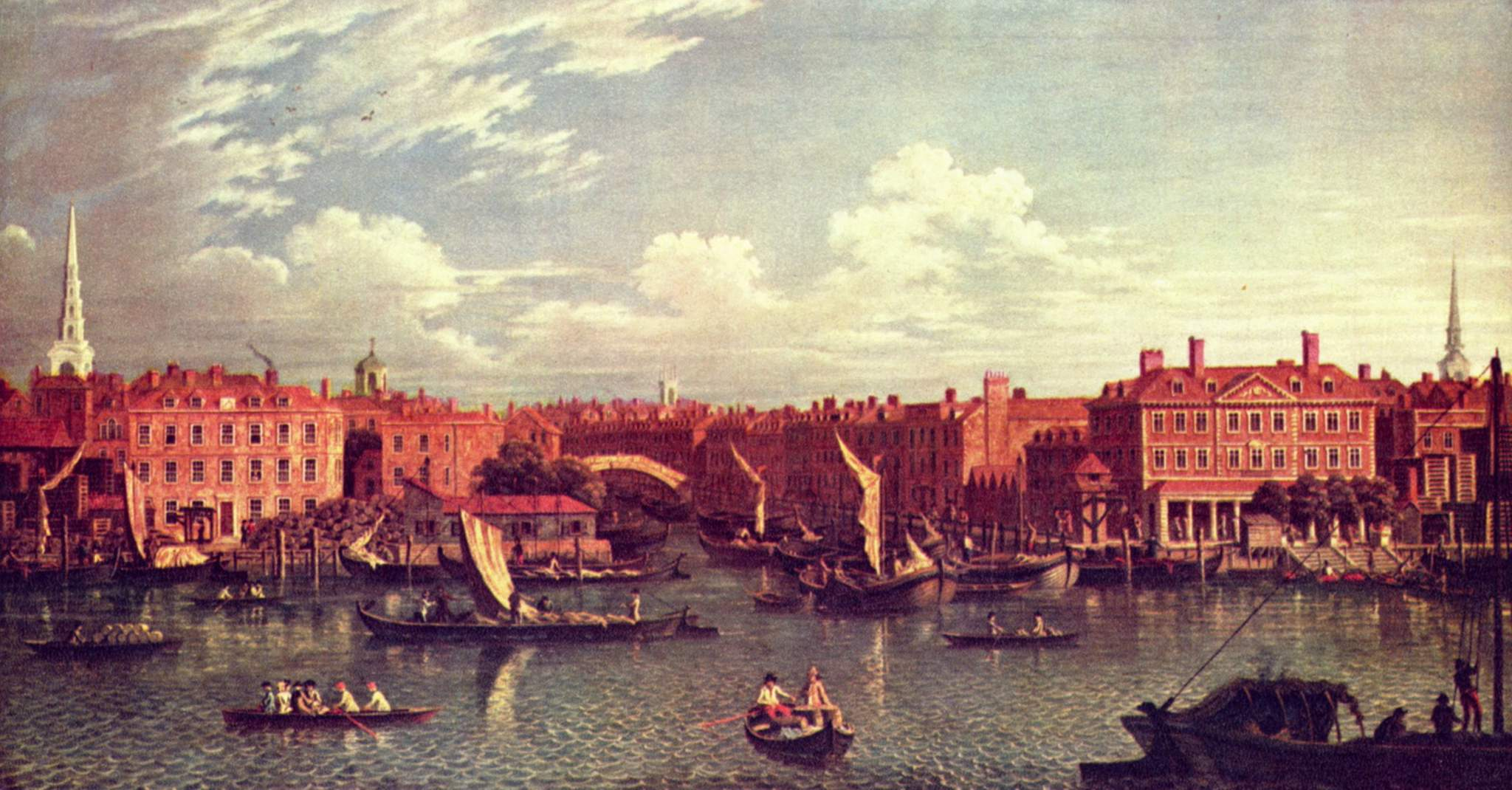
Ingresso al fiume Fleet mentre emerge nel Tamigi, di Samuel Scott, c. 1750

In epoca anglosassone, l'estuario di quasi 100 metri di larghezza fungeva da porto per navi mercantili e pescherecci. Con la continua crescita della City di Londra immediatamente ad est, il fiume divenne sempre più una fogna. Già nel XIII secolo, l'acqua era considerata inquinata. Le fasce più povere della popolazione si stabilirono nell'area e furono istituite la Fleet Prison, la Newgate Prison e la Ludgate Prison. Numerose società commerciali hanno utilizzato l'energia idroelettrica del fiume.
Dopo il grande incendio di Londra nel 1666, Christopher Wren suggerì di allargare il letto del fiume ma l'idea fu respinta. Piuttosto, il Fleet fu convertito nel New Canal, completato nel 1680 sotto la supervisione di Robert Hooke, Il canale superiore, impopolare e inutilizzato, era del 1737. La sezione tra Holborn e Fleet Street fu incanalata sottoterra, seguì nel 1765 la sezione alla foce. La costruzione del Regent's Canal nel 1812 portò alla copertura del fiume a King’s Cross e Camden. La zona vicino a Farringdon Road fu coperta durante la costruzione della ferrovia metropolitana all'inizio del 1860. Con l'espansione di Hampstead nel 1870, anche la parte più alta scomparve nel sottosuolo.
Quando fu progettata una nuova linea della metropolitana di Londra negli anni 1970, fu chiamata Fleet Line. Ma in onore del giubileo d'argento della regina Elisabetta II, nel 1977 il nome fu cambiato in Linea Jubilee.